# 陳之望
陳之望（1957年—），中國國民黨第二十屆中央委員會委員、黨代表、港澳總支部常委、新思維創黨成員兼執委、民主思路成員、香港中山學會主席、浸信會愛羣社會服務處主席、南華體育會執行董事、香港浸信會聯會董事。2015年7月獲香港特區政府授予為太平紳士。2020年12月因藐視法庭罪被判即時入獄。2022年6月被政府撤銷太平紳士身份。

## 虛報博士學歷爭議
陳之望對外公布的學歷，包括2007年在愛爾蘭歐洲大學（European University of Ireland, EUI）取得博士學位，但培正校友追查後，於愛爾蘭教育部門的報告和當地傳媒報道中，發現EUI被廣泛指為未獲當局許可批准營辦的「文憑工廠」。至2016年8月，顧明均獲愛爾蘭政府回覆確認，EUI未獲愛爾蘭政府認證，無權頒發學位。該校更沒有校舍，只在首都都柏林設有辦公室。
2020年6月，高院法官下令陳之望要交出博士學位證書正本，但陳未有遵守法庭命令，只呈交一份認證副本。2020年12月21日，高院法官歐陽桂如裁定陳之望藐視法庭罪成，判即時入獄 6 星期，並要支付懲罰性訟費50萬元。

## 公職
- 中國國民黨中央委員、港澳總支部常委
- 香港中山學會主席[8]
- 浸信會愛羣社會服務處主席
- 香港浸信會聯會董事
- 香港華人基督教聯會董事
- 平天亞洲金融資深合夥人
- 澳門培正中學校董
- 香港培道中學校董
- 培正專業書院校董
- 浸信會永隆中學校董
- 浸信會呂明才中學校董